# حدیث مرده بر دار کردن آن سوار که خواهد آمد
معصوم پنجم یا حدیث مرده بر دار کردن آن سوار که خواهد آمد (با نامِ کاملِ حدیث مرده بر دار کردن آن سوار که خواهد آمد به روایت خواجه ابوالمجد محمد بن علی بن ابوالقاسم ورّاق دبیر) کتابی است از هوشنگ گلشیری که میان سال‌های ۱۳۵۴ و ۱۳۵۷ نوشته شده. این داستان را اغلب از گونهٔ رمان شمرده‌اند.

## متن
کتاب نخستین بار سال ۱۳۵۸ با غلط‌های فراوان چاپ شد. بار دوم، در زمستان سال ۱۳۹۵، فرزانه طاهری نسخهٔ بهتری از آن را توسط انتشارات نیلوفر به چاپ رساند.